# Clan escocés

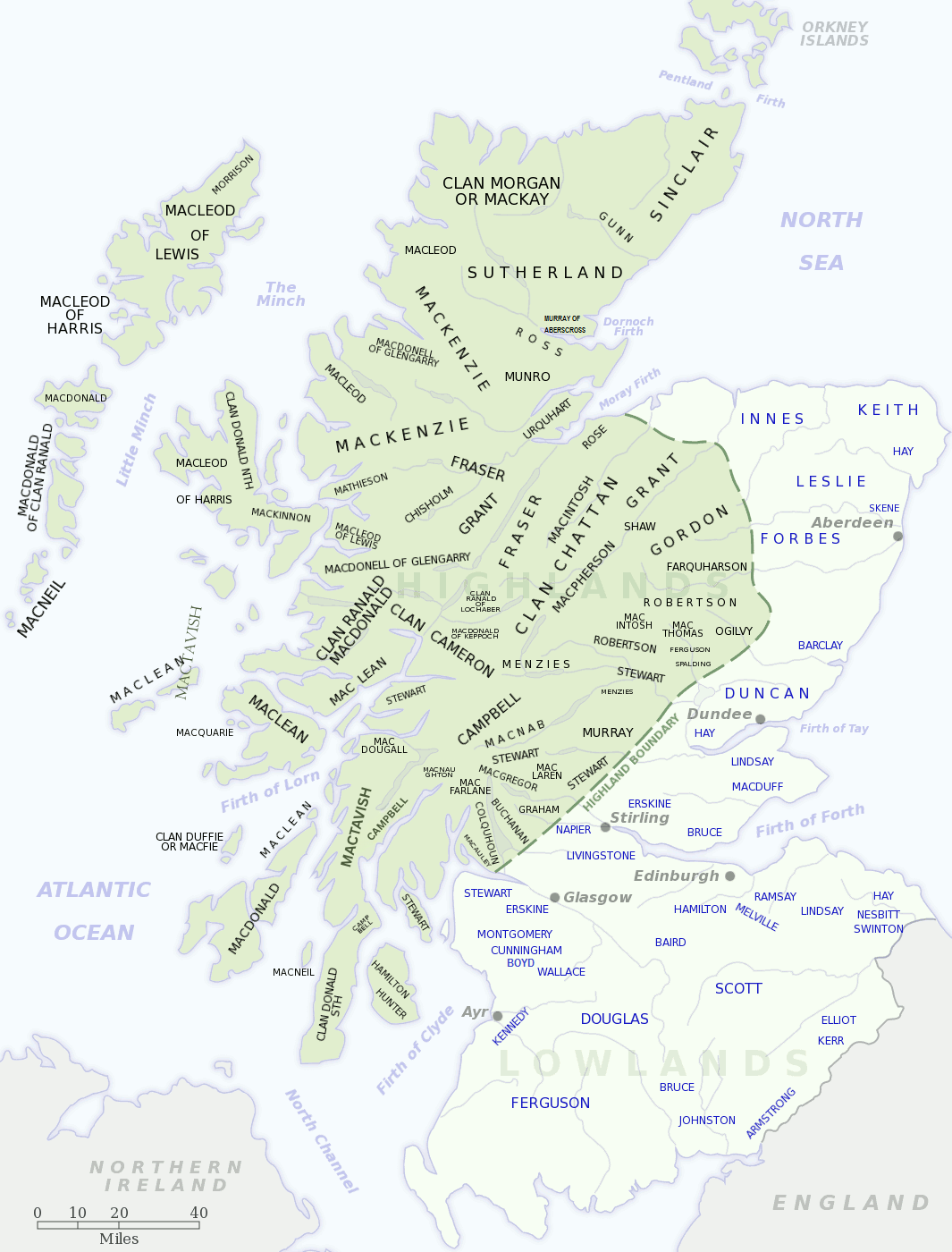
Localización tradicional de los clanes de Escocia que incluye la división entre las Tierras Bajas y Tierras Altas.

Un clan escocés —del gaélico clan, «descendientes, hijos»— es, entre los habitantes de Escocia, un grupo social  relacionado por parentesco. Los clanes proporcionan un sentimiento de identidad común por ascendencia a sus miembros. Los clanes escoceses, hoy en día, tienen una estructura oficial reconocida por el Tribunal del Lord Lyon, que es una organización encabezada por la figura del Lord Lyon King of Arms, uno de los Grandes Oficiales de Estado de Escocia, el cual que se encarga de la regulación de la heráldica escocesa y sus escudos de armas. La mayoría de los clanes cuentan con patrones propios de tartán, habitualmente adoptados en el siglo XIX, y sus miembros los pueden añadir al diseño de los kilts u otras prendas.
La imagen moderna de los clanes fue promovida por el autor escocés Sir Walter Scott y otros autores de su época. Históricamente, el diseño de los tartanes se asociaba con los distritos de las Tierras Bajas y de las Tierras Altas —conocidas en inglés como Lowlands y Highlands, respectivamente, aunque también son denominaciones usadas con frecuencia  en español—, cuyos tejedores tendían a desarrollar los patrones textiles preferidos en esos distritos. Mediante un proceso de evolución social, los clanes o familias importantes de un distrito en particular vestían el tartán que lo identificaba, lo que hacía que la comunidad se sintiera identificada con él en cuestión de tiempo.
Muchos clanes tienen su propio jefe del clan, aunque aquellos que no lo tienen son conocidos como clanes armígeros. Los clanes normalmente se identifican con áreas geográficas controladas originalmente por sus fundadores. Estas áreas a veces incluyen un castillo ancestral, donde se llevan a cabo reuniones de los clanes que forman parte de la escena social de la región. El encuentro más importante de los últimos tiempos fue The Gathering 2009, que incluyó una «convención de clanes» en el Parlamento de Escocia.
Es una confusión habitual pensar que todo aquel que lleva el nombre del clan es un descendiente lineal de los jefes. Esto sucede porque muchos miembros de los clanes, a pesar de no ser parientes del jefe, tomaron como suyo su apellido para mostrar su solidaridad, para conseguir protección o para obtener sustento en épocas de necesidad.
Muchos de los miembros de los clanes eran arrendatarios que servían como mano de obra para los líderes del clan. Contrario a la creencia popular, estos miembros raramente compartían un vínculo de sangre o parentesco con los jefes, pero tomaban para sí el nombre familiar del jefe cuando los apellidos pasaron a ser habituales durante los siglos XVI y XVII. Debido a esto, para el siglo XVIII ya se había extendido el mito de que todo el clan descendía de un único ancestro, lo que explica el uso de la palabra clan, cuyo significado es hijos o vástagos.

## Organización del clan

### Pertenencia al clan

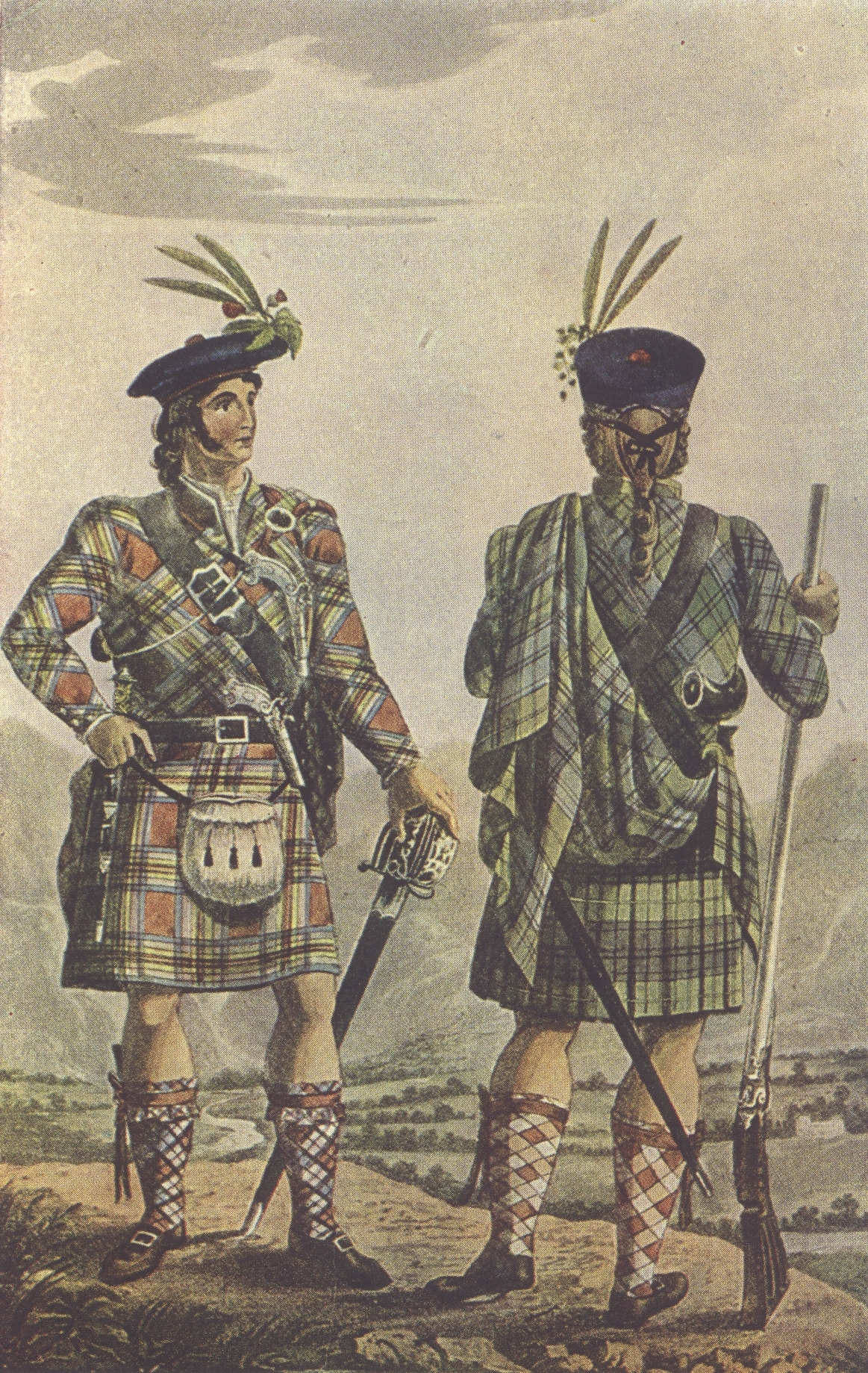
Representación romántica de jefes de clan de las Tierras Altas con tartanes de los Stewart y los Gordon, 1831.

La palabra clan deriva de la palabra gaélica clan, cuyo significado es hijo o descendiente. Sin embargo, la necesidad de probar la descendencia desde un antepasado común emparentado con la casa del jefe es muy restrictiva. Los clanes se establecieron en territorios determinados por los hombres del lugar que decidieron aceptar la autoridad del grupo dominante en las cercanías. Un clan también incluía un gran grupo de septs o familias dependientes vagamente relacionadas que consideraban al jefe del clan su representante y su protector.
Según el antiguo Lord Lyon, sir Thomas Innes of Learney, un clan es una comunidad que se distingue por su heráldica y por ser reconocida por el soberano. Learney consideraba que los clanes eran una «incorporación a la nobleza», pues las armas portadas por un jefe del clan las concedía o las reconocía de un modo u otro el lord Lyon como representante de la Corona, otorgándole por tanto el reconocimiento del rey al clan al completo. A los clanes con jefes reconocidos se les considera, por tanto, una comunidad de la nobleza según las leyes escocesas. De la misma manera, un grupo sin jefe reconocido por el soberano a través del Lord Lyon no disfruta de reconocimiento oficial según estas leyes. Se espera de aquellos que se postulen como jefe del clan que el Lord Lyon los reconozca como herederos de pleno derecho ante las armas simples —también llamadas puras o llanas, es decir, sin brisura— del antepasado del clan de quien el postulante busca que se le reconozca como jefe. Un jefe del clan es, de hecho, la única persona con la potestad de portar las armas simples del antepasado fundador de este. Se considera al clan como heredad del jefe y su escudo de armas es el blasón del clan como «sociedad nobiliaria». Según las leyes escocesas se reconoce al jefe del clan como su dirigente y sirve como representante legítimo de su comunidad.
Históricamente, un clan estaba formado por cualquiera que viviese en los terrenos del jefe con su permiso, o en los terrenos de aquellos que le hubieran jurado lealtad. Con el tiempo y los constantes cambios en los «lazos del clan», las migraciones y los cambios de régimen, los clanes terminaban por estar compuestos por un gran número de miembros sin relación de sangre entre ellos y con distintos apellidos. A menudo aquellos que vivían en las propiedades de jefe acababan por adoptar el apellido del clan; también era habitual que el jefe aumentase el tamaño del clan al adoptar a otras familias, derecho que también le permitía exiliar a cualquiera de este, incluidos los miembros de su propia familia. Hoy en día se considera automáticamente que cualquiera que lleve el apellido del jefe es miembro de su clan, pertenencia que también se otorga a quien jure lealtad a dicho jefe a menos que este decida no aceptarla.
La pertenencia al clan se transfiere mediante el apellido, excepto cuando una mujer casada toma como suyo el apellido de su marido y se lo transmite a sus hijos. Los niños que reciben el apellido de su padre forman parte del clan de este y no del de la madre. A pesar de esto se ha dado un notable número de casos en los que un descendiente por línea materna cambia su apellido para poder reclamar la jefatura de un clan, como ocurrió con uno de los últimos jefes del Clan MacLeod, nacido John Wolridge-Gordon, que cambió su nombre al del apellido de soltera de su abuela por parte de madre para acceder a la jefatura de los MacLeod. Los clanes actuales también pueden tener septs, es decir, apellidos, familias o clanes que históricamente, en la actualidad o por motivos a elección del jefe, se han asociado con ese clan. No existe un listado oficial de septs de los clanes y la decisión de qué septs tiene un clan queda a disposición del clan mismo. También es problemático el hecho de que varios clanes pueden compartir un sept, y a veces queda a decisión del individuo usar su historia o genealogía familiar para encontrar el clan correcto al que está asociado.
Diversas sociedades de clanes han conseguido que les sean concedidos escudos de armas. En dichos casos, tales armas son diferentes de las del jefe, como en los casos de los armígeros del clan. El antiguo Lord Lyon King of Arms, Thomas Innes of Learney, afirmaba que dichas sociedades, según el derecho de armas, reciben la consideración de «ramas indeterminadas».

### Autoridad de los clanes:dùthchasyoigreachd
La tradición de los clanes incluía dos conceptos de patrimonio complementarios pero diferentes. En primer lugar, la herencia colectiva del clan conocida como su dùthchas. Este término hace referencia al derecho normativo para establecerse en los territorios a los que los jefes y la baja nobleza —conocida en Gran Bretaña como gentry— al frente del clan ofrecían tradicionalmente protección. Con este concepto intrínseco al clan todos los miembros de este reconocían la autoridad personal del jefe y de los principales miembros de la gentry como administradores de su clan.
El segundo concepto era la aceptación tácita de la concesión de cartas o títulos de la Corona y de otros poderosos terratenientes a los jefes de clan, caudillos y lairds —dueños de propiedades que no pertenecían a la nobleza— que definían la hacienda en la que estaba instalado el clan. Esto se conocía como su oigreachd. A diferencia del dùthchas, el oigreachd es un patrimonio que se le concede a título individual al jefe del clan y a los principales miembros de la nobleza en vez de como administradores para el clan, por lo que poseían los terrenos por derecho propio. Desde los comienzos de los clanes escoceses, su elite guerrera, conocida como los fine, había pugnado por convertirse en terratenientes además de señores guerreros territoriales.

### Los clanes, las leyes y el proceso legal

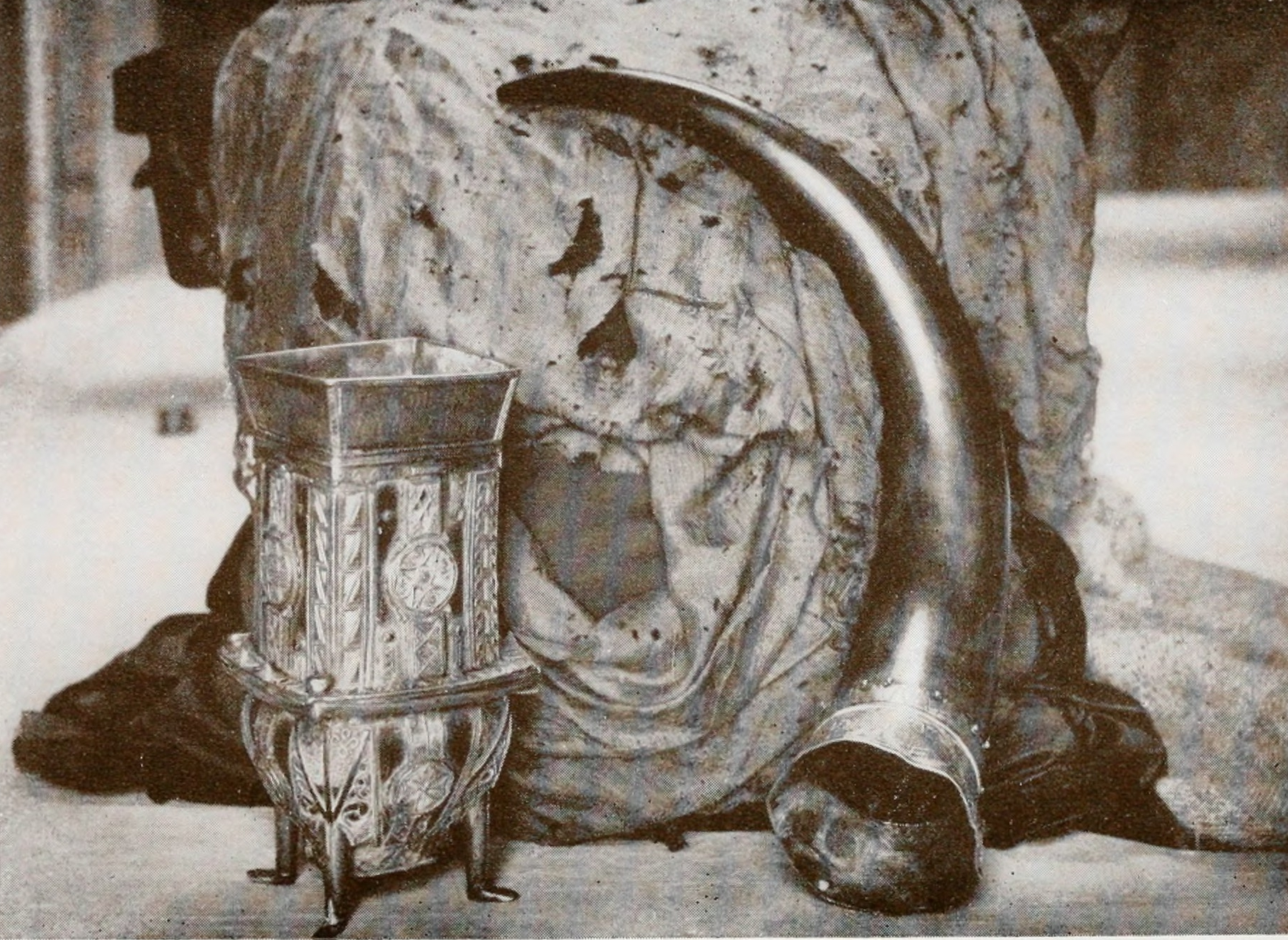
La Copa Dunvegan, la Bandera de las Hadas y el Cuerno de Sir Rory Mor, reliquias familiares de los MacLeod de Dunvegan, foto anterior a 1927.

El modelo territorial dùthchas fue el preponderante durante la Edad Media. Sin embargo, la propiedad de tipo oigreachd pasó a ser el dominante con el paso del tiempo, especialmente a partir de la Edad Moderna. Esa evolución fue el reflejo de la importancia de las leyes escocesas para moldear la estructura de los clanes al establecer que se le concedieran títulos de propiedad a los fine y al asegurar la continuidad de la sucesión hereditaria. El heredero del jefe recibía el nombre de tainistear y normalmente se trataba del heredero varón directo. Sin embargo, en algunos casos el heredero directo quedaba relegado ante un pariente más dotado políticamente o más beligerante. Tras la normalización mediante leyes no se dieron muchas disputas en temas sucesorios después del siglo XVI y para el siglo XVII los herederos varones que quedaban apartados de la jefatura eran la excepción. Estas circunstancias estaban reguladas y restringidas por la law of Entail, traducible como ley de vinculación o ley de inalienabilidad y semejante al mayorazgo en la España medieval, que impedía la división de las fincas para las herederas, lo que imposibilitaba la pérdida de esos territorios para el clan.
El proceso legal de más importancia usado entre los clanes para zanjar disputas civiles y criminales era el arbitraje, en el que ambas partes exponían sus argumentos ante un grupo de notables del clan supervisado por el jefe del clan. Cuando se trataba de una disputa entre clanes cada jefe actuaba como procurador de cada parte ante un consejo formado a partes iguales por nobles de uno u otro clan, supervisados por el jefe de otro clan. No existía la posibilidad de apelar contra la decisión del grupo que normalmente quedaba registrada en el tribunal real o del burgh local.

### Lazos sociales
Las formas más importantes de vínculo social entre clanes eran el fosterage y el manrent. En el caso del fosterage, una práctica habitual hasta el siglo XIX en Irlanda, Gales y Escocia, un miembro importante de la gentry dirigente del clan criaba a los hijos del jefe, lo que a su vez conllevaba que sus propios hijos se vieran favorecidos por otros miembros del clan.
En el caso del manrent se trataba de un contrato vinculante de vasallaje entre cabezas de familia, propio de Escocia entre los siglos XV y XVII, que buscaban la protección territorial del jefe pero sin llegar a vivir en las propiedades de la elite del clan. Estos vínculos se veían reforzados por los calps, impuestos sobre sucesión que se pagaban al jefe como demostración personal de lealtad de la familia cuando el cabeza de familia moría, normalmente en forma de su mejor vaca o caballo. Aunque el Parlamento prohibió los calps en 1617, el manrent persistió de forma encubierta como medio de pago a cambio de protección.
La tercera forma de vinculación eran las alianzas matrimoniales, que reforzaban los lazos con los clanes vecinos además de con familias dentro del territorio del clan. Estas alianzas mediante matrimonio eran también un contrato comercial que incluía el intercambio de ganado, dinero y tierras mediante pagos o dotes que en el caso de la novia recibían el nombre de tocher, palabra de origen gaélico, y en el del novio recibían el nombre de dowry, palabra más común en el inglés actual para el concepto de dote.

### Administración del clan

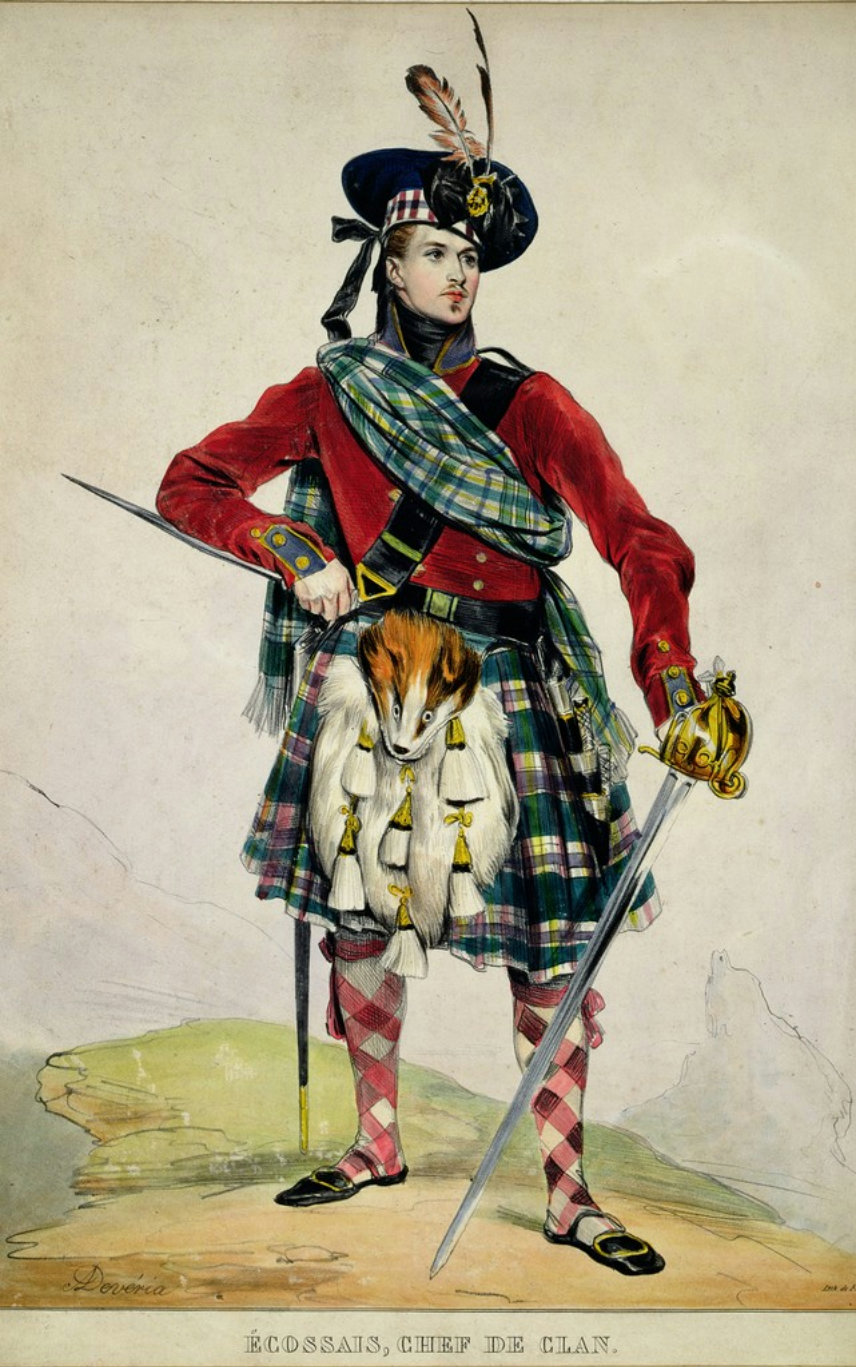
Jefe de clan escocés, de Eugène Devéria

Los tacksmen eran los encargados de reunir las rentas, conocidas como calps por aquellos que vivían en las fincas del clan. Estos gentry de clase más baja actuaban como administradores de las propiedades, determinaban el uso del run rig en las diferentes bandas de tierra, prestaban semillas de maíz y herramientas y organizaban el traslado del ganado hasta las Tierras Bajas para su venta, de la que se quedaban una pequeña parte de los pagos efectuados a la nobleza del clan, los fine. También estaban a cargo del importante papel militar de movilizar a la hueste del clan, tanto cuando era necesario para la guerra como para, más a menudo, formar la mayor parte de las comitivas en bodas y funerales, además de hacerlo tradicionalmente en agosto para las batidas de caza que incluían competiciones para los seguidores, eventos que se consideran los predecesores de los actuales Highland games.

### Disputas de clanes y desórdenes
Cuando el oighreachd, las tierras propiedad de la elite del clan o fine, no se ajustaba a la herencia comunal del dùthchas, los terrenos del clan como colectivo, se producían disputas territoriales y enfrentamientos. Los fine se sentían agraviados cuando los miembros de su clan pagaban rentas a otros terratenientes, mientras que algunos clanes usaban los combates para expandir su territorio. Entre los más dispuestos a ello solían encontrarse el clan Campbell y el clan Mackenzie, que con frecuencia se lanzaban a enfrentamientos entre sus miembros o entre clanes para aumentar sus terrenos o su influencia. Las peleas en la costa occidental fueron tan virulentas que en la década de 1590 los clanes Macleod y MacDonald de la isla de Skye se vieron obligados a alimentarse de perros y gatos.
Los combates se vieron agravados por la implicación de los clanes escoceses en las guerras entre los gaélicos irlandeses y la monarquía inglesa de los Tudor durante el siglo XVI. En estos clanes se desarrolló una casta militar de miembros de la gentry más baja que se convirtieron en guerreros en exclusiva, no administradores, y que viajaban periódicamente a Irlanda para luchar como mercenarios.
También fueron de importancia los enfrentamientos entre clanes durante las guerras civiles de la década de 1640 aunque para ese momento los jefes y los miembros dirigentes de la gentry preferían cada vez con más frecuencia resolver las disputas locales acudiendo a los tribunales. Tras la Restauración de la monarquía en 1660, la cantidad de combates disminuyó considerablemente y de hecho el último combate de clanes que condujo a una batalla y no fue parte de una guerra civil fue la batalla de Mulroy el 4 de agosto de 1688.

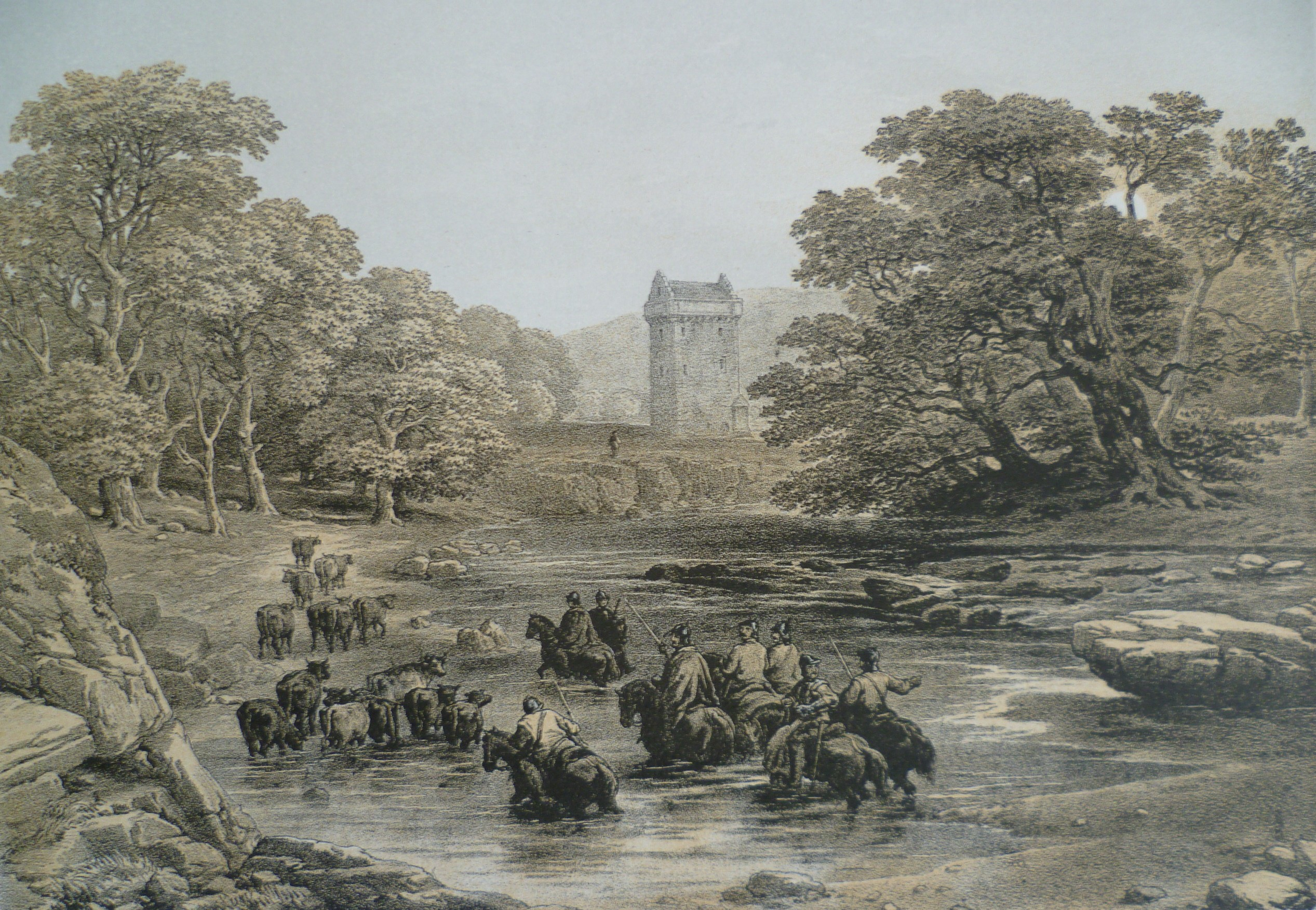
Border reivers asaltan la Gilnockie Tower, por G. Cattermole.

El robo de ganado, conocido como reiving, fue una práctica común antes del siglo XV. También recibía el nombre de creach cuando hombres jóvenes se llevaban cabezas de ganado de los clanes vecinos, lo que lo equiparaba a similares ritos de paso. A comienzos del siglo XV está práctica era minoritaria y la mayoría del reiving pasó a conocerse como sprèidh, en los que cantidades más pequeñas de hombres asaltaban las Tierras Bajas y las cabezas de ganado robadas podían recuperarse mediante el pago de tascal, dinero a cambio de información sobre la localización del ganado, y la garantía de que no se les perseguiría. Clanes como el clan MacFarlane o el clan Farquharson ofrecían protección a los habitantes de las Tierras Bajas contra estos asaltos en términos no muy diferentes al chantaje.

## Clanes de las Tierras Bajas
Un acta del Parlamento de Escocia de 1597 habla de los Chiftanis and chieffis of all clannis... duelland in the hielands or bordouris, traducible al español actual como «caudillos y jefes de todos los clanes... habiten en las tierras altas o fronterizas», lo que implica que se usaban las palabras «clan» y «jefe» para describir tanto a las familias de las Tierras Altas como a las de la frontera con Inglaterra. El acta pasa a enumerar los diversos clanes de las Tierras Bajas como los Maxwell, los Johnstone, los Turnbull y otros famosos nombres de border reivers o saqueadores fronterizos. Otro ejemplo es el de Sir George Mackenzie de Rosehaugh, Lord Advocate (fiscal general), quien en 1680 escribió: «Con el término 'jefe' (chief) nos dirigimos al representante de la familia, de la palabra chef o cabecilla y entre los irlandeses (gaélicos) entre nosotros el jefe de la familia recibe el nombre de cabecilla del clan». Esta afirmación permite entrever que las palabras «jefe» o «cabecilla», y «clan» o «familia» son intercambiables. Sería, por tanto, igualmente correcto hablar de la familia MacDonald o del clan Stirling. La noción de que los de las Tierras Altas deberían mencionarse como clanes mientras que los de las Tierras Bajas deberían ser considerados familias es simplemente una convención del siglo XIX.
El Parlamento de Escocia describió en particular al clan MacDuff de las Tierras Bajas como clan en su legislación de 1384.

## Historia

### Orígenes

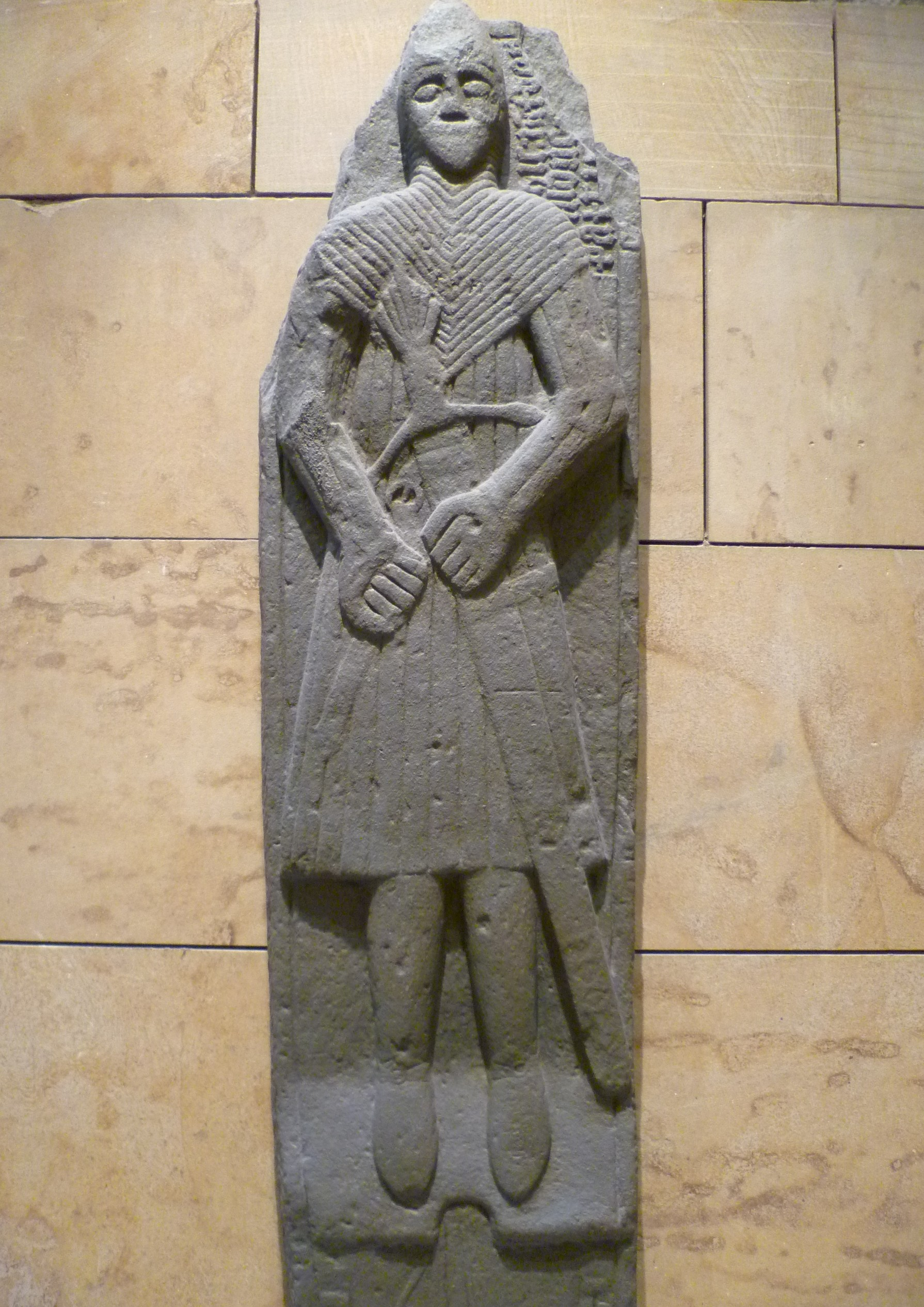
Efigie funeraria de un guerrero de mediados del portando una claymore hallada en Finlaggan, Escocia. Su armadura de las Tierras Altas Occidentales indica que seguramente se trate de un mercenario en las guerras irlandesas.

Muchos clanes han planteado a menudo fundadores mitológicos que reforzaban su posición social y les daba una idea romántica y glorificada de sus orígenes. Los clanes más poderosos se otorgaban orígenes basados en la mitología celta. Desde el clan Donald, por ejemplo, se ha afirmado en ocasiones que descienden de Conn, un rey de Ulster del siglo II, o de Cuchulainn, el legendario héroe de Ulster. Mientras, el clan Campbell, su enemigo político, afirmaba que Diarmaid el Jabalí era su progenitor, personaje sacado del Fingalian o ciclo feniano.
Por su parte el clan Mackinnon y el clan Gregor aseguraban ser descendientes de la familia Siol Alpin, que descendía a su vez de Alpin, padre de Kenneth MacAlpin, quien unió el reino escocés en 843. Solo una confederación de clanes que incluía al clan Sweeney, al clan Lamont, al clan MacLea, al clan MacLachlan y al clan MacNeill podía trazar su genealogía hasta Niall de los nueve rehenes, en el siglo V, Gran Rey de Irlanda.
A pesar de esto lo cierto es que los progenitores de los clanes rara vez pueden atestiguarse más allá del siglo XI, y en la mayoría de los casos no se puede verificar la continuidad del linaje antes de los siglos XIII o XIV.
La aparición de clanes está más relacionada con la agitación política que con la etnia. La conquista en el siglo XIII por parte de la Corona de Escocia de Argyll y de las Hébridas Exteriores, anteriormente en poder de los Hombres del Norte, siguió a la pacificación del Mormaer de Moray y las rebeliones del norte de los siglos XII y XIII, y originó las condiciones para que diversos caudillos impusieran su dominio sobre las familias locales que aceptaran su protección. Se puede categorizar en gran medida a estos jefes guerreros como celtas aunque en origen eran desde gaélicos hasta nórdico-gaélicos y británicos. Hacia el siglo XIV se había producido una llegada aún mayor de familias cuyos grupos étnicos iban desde los normandos o anglonormandos hasta flamencos, como el clan Cameron, el clan Fraser, el clan Menzies, el clan Chisholm y el clan Grant.
Durante las Guerras de independencia de Escocia, Roberto I de Escocia introdujo el sistema feudal de propiedad de la tierra que controló y dominó los desmanes de los clanes mediante la entrega de títulos que garantizaban la propiedad de terrenos para conseguir así apoyo para su causa nacional contra los ingleses. El clan MacDonald, por ejemplo, vio como su posición social se elevaba por encima de la del clan MacDougall, clanes que compartían un linaje común cuyo origen fue un importante caudillo militar nórdico-gaélico del siglo XII llamado Somerled. El sistema de clanes fue, por tanto, un fuerte vínculo no solo para los grupos locales sino también para el feudalismo dependiente de la Corona de Escocia. Este componente feudal, consolidado por la legislación escocesa, es el que diferencia el sistema de clanes escocés del tribalismo presente en grupos aborígenes de Australasia, África y América.

### Guerras civiles y jacobismo
Las guerras civiles de los siglos posteriores dividieron a los clanes. Cuando estallaron las guerras de los Tres Reinos a mediados del siglo XVII, los covenanters recibieron el apoyo de los poderosos clanes Campbell y Sutherland, mientras que en el otro bando se encontraba la realista Casa de Huntly (el clan Gordon). El apoyo de los clanes a la casa de Estuardo para el trono se basaba sobre todo en los valores políticos de institución de los clanes. El apoyo de los clanes a Carlos I también tenía más que ver con su oposición al movimiento Covenant que con el apoyo a un monarca ausente.
La religión fue el factor principal que influyó en el apoyo de los clanes al levantamiento jacobita de 1689. Con la restauración de Carlos II, el episcopalianismo se extendió entre los clanes dado que se adaptaba a su estructura jerárquica y fomentaba la obediencia a la autoridad real, mientras que misiones católicas convirtieron a otros clanes. En 1682 Jacobo, Duque de York y hermano de Carlos, instituyó la Commission for Pacifying the Highlands —Comisión para pacificar las Tierras Altas en español—, que trabajó junto a los jefes de clan para mantener el orden así como para calmar las ambiciones de los Campbell, y cuando se convirtió en el rey Jacobo VI de Escocia mantuvo su popularidad entre los habitantes de las Tierras Altas. Todos estos factores contribuyeron al apoyo a los Estuardo cuando Guillermo de Orange depuso a Jacobo en la Revolución Gloriosa.
El apoyo de los clanes, su lejanía respecto a la autoridad y la rápida movilización de las fuerzas de los clanes convirtieron a las Tierras Altas en el punto de arranque de los levantamientos jacobitas. En la ideología jacobita escocesa el habitante de las Tierras Altas simbolizaba la pureza patriótica contra la corrupción de la Unión, y desde tan temprano como 1689 algunos habitantes de las Tierra Bajas vestían «hábito de las Tierras Altas» en el ejército jacobita.
Muchos jefes de clan como el del clan Mackenzie y el del clan Macdonald de Sleat no tomaron parte en el levantamiento jacobita de 1745 ante las amenazas de expropiación. Otros jefes como el del clan MacDonell de Glengarry permitieron que contingentes de sus clanes intervinieran en el levantamiento mientras ellos permanecían en su hogar.

### Declive del sistema de clanes

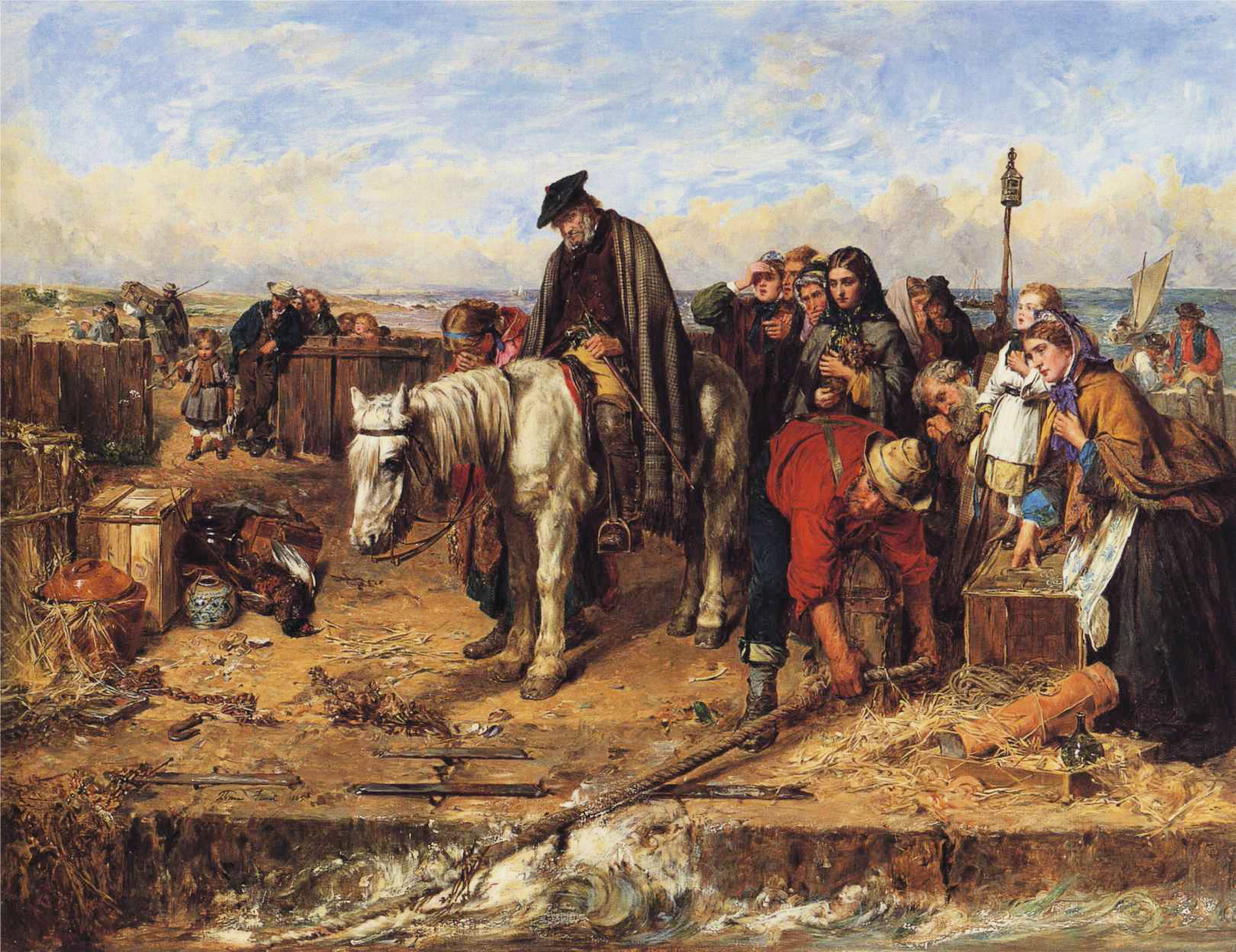
The Last of the Clan (El último del clan), de Thomas Faed, obra representativa de las expulsiones forzosas de los clanes de las Tierras Altas, las Highland Clearances.

El Príncipe Guillermo de Cumberland, hijo de Jorge II de Gran Bretaña, puso en práctica medidas que en la actualidad podrían considerarse limpieza étnica tras el levantamiento jacobita de 1745, medidas que provocaron la desaparición del sistema de clanes. Cumberland autorizó a las tropas del gobierno el uso de violencia desmedida y el transporte en masa de clanes al completo que habían apoyado la causa jacobita. Otro factor que contribuyó a la decadencia del sistema de clanes fue la unión de varios jefes de clan tras la restauración inglesa de 1660 para formar las Compañías Independientes de las Tierras Altas en apoyo del gobierno. Dichas compañías fueron el germen de los regimientos británicos de las Tierras Altas y al crear estas organizaciones los jefes ponían más énfasis en sus derechos como terratenientes, el oighreachd, que en su papel como administradores del clan, el dùthchas. Tras el levantamiento de 1745 el gobierno prohibió el atuendo tradicional de las Tierras Altas así como el tartán, que se usaba para reafirmar la identidad del clan y la pertenencia a este, como parte de su campaña para eliminar cualquier amenaza posterior de otra insurrección jacobita. Solo los regimientos de las Tierras Altas en el ejército podían vestírlo legalmente y la prohibición siguió vigente hasta 1782, cuando James Graham III, duque de Montrose, portavoz de la Highland Society de Londres, logró que se anulara el veto.
Desde casi dos décadas antes del levantamiento de 1745 muchos miembros de clan habían abandonado las Tierras Altas para marchar hacia América y establecerse allí. Partían desde Argyll, las Tierras Altas centrales o Sutherland casi siempre guiados por miembros de la gentry del clan que tenían la intención de asentarse en Jamaica, Georgia, Nueva York o Las Carolinas o fueron víctimas de asaltos a tierra en las Hébridas, en los que se les capturaba para ser usados como mano de obra barata en plantaciones coloniales. Estos movimientos allanaron el camino para lo que llegó a conocerse como las Highland Clearances o expulsión de las Tierras Altas, desplazamientos forzados en masa a la costa, las Tierras Bajas escocesas o las colonias en Norteamérica que continuaron a lo largo del siglo XIX. Estas emigraciones eran consecuencia sobre todo del cambio en el modelo de explotación de las Tierras Altas, donde los jefes de los clanes y otros terratenientes pasaron de cultivar la tierra como medio de subsistencia a un estilo de vida capitalista en el que dichas tierras pasaron a explotarse para el mercado ovino y su lana, entonces en auge, lo que minó buena parte de los elementos tradicionales de la estructura de los clanes.
Los historiadores aún discuten en la actualidad si estos cambios fueron un simple reflejo de inevitables tendencias a largo plazo o si era responsabilidad del Gobierno a través de intervenciones para modificar las funciones de los jefes y su motivación. Conway (2006) concluye que estas nuevas políticas «fueron mucho más allá de los esfuerzos económicos iniciales para promover el desarrollo económico en las Tierras Altas y [...] representan el primer intento real de transformar el sistema social de la región [y] la legislación posterior a la rebelión sin duda aceleró el cambio». Por su parte Devine (1999) y Ray (2001) argumentan que los cambios económicos y sociales a largo plazo ya estaban desestabilizando el sistema de clanes.

### Evocación romántica

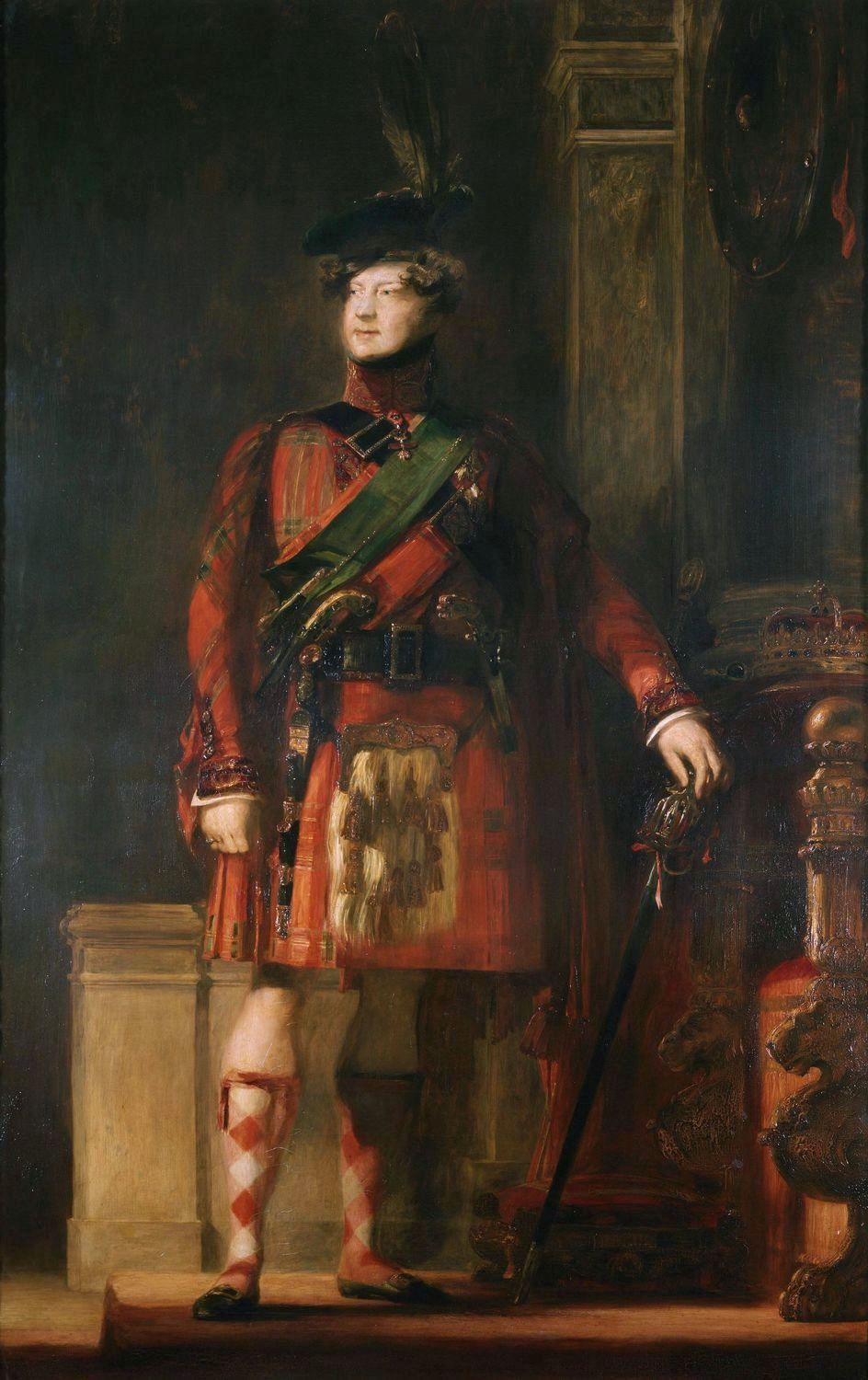
Retrato elogioso de Jorge IV portando un kilt, por David Wilkie, 1829. La iluminación está escogida para suavizar el brillo de su kilt y las rodillas aparecen desnudas, sin las calzas rosa que el rey llevaba en ese acto.

La mayoría de la legislación contra los clanes fue rechazada hacia el final del siglo XVIII a medida que la amenaza jacobita disminuía. Este cambio en la situación quedó reflejado en la anulación en 1782 de la Dress Act de 1746 que limitaba el uso del kilt, a la que siguió un proceso gradual de rehabilitación de la cultura highland. A principios del siglo XIX el pueblo llano de la región había abandonado casi por completo el uso de los tartanes, aunque aún se usaban en los regimientos de las Tierras Altas del ejército británico, a los que se unieron nativos de la región en gran número hasta el final de las guerras napoleónicas en 1815. La popularidad internacional del tartán y de la imagen idealizada de unas Tierras Altas románticas se originó a partir del ciclo de Ossian publicado por James Macpherson en la segunda mitad del siglo XVIII. Macpherson afirmaba haber encontrado poemas escritos por el antiguo bardo Ossian y publicó traducciones de estas obras que alcanzaron fama internacional. Aristócratas de las Tierras Altas fundaron Highland Societies —Sociedades de las Tierras Altas en español— en Edimburgo en 1784 y en otros lugares de importancia como Londres en 1788. La imagen romántica de las Tierras Altas se popularizó aún más con la obra de Walter Scott. Su «puesta en escena» durante la visita de Jorge IV a Escocia en 1822 y el uso del tartán por parte del rey dieron como resultado un aumento enorme en la demanda de kilts y tartanes que la industria del lino escocesa no era capaz de abastecer. Durante este periodo se produjo la designación y definición de tartanes individuales para cada clan y con ello pasaron a convertirse en un símbolo vital de la identidad escocesa. Este «highlandismo», por el que Escocia al completo resultaba identificada con la cultura de las Tierras Altas, se vio consolidado por el interés de la Reina Victoria en el país, su adopción del Castillo de Balmoral como lugar de retiro real y por su interés en la «tartanería».

## Símbolos del clan
El renacer del interés en los clanes y el linaje de estos ha llevado a la creación de listas y mapas que cubren la totalidad de Escocia en los que se relacionan el nombre de los clanes con sus territorios asociados, a veces con el añadido de los tartanes apropiados. Aunque algunas de las listas y mapas se limitan a la zona de las Tierras Altas, otros también incluyen a los clanes o familias de las Tierras Bajas. Las áreas territoriales y las alianzas han variado con el tiempo, y también se han presentado divergencias al determinar que clanes y familias, sobre todo entre los más pequeños, deberían omitirse.
Estas listas incluyen aquellos clanes registrados ante el Tribunal del Lord Lyon. Este tribunal define a un clan o familia como grupo legalmente reconocido, pero no diferencia entre familias y clanes dado que reconoce ambos términos como intercambiables. Los clanes o familias de los que se supone que tuvieron un jefe en el pasado pero no en la actualidad aparecen reconocidos por el Lord Lyon como clanes armígeros.

### Tartán

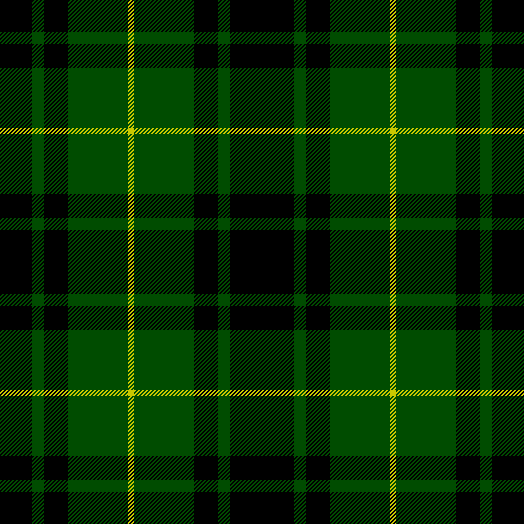
Tartán de los MacArthur tal y como aparece en el Vestiarium Scoticum.

Desde la popularidad victoriana de los tartanes, los relacionados con los clanes han sido parte fundamental de su simbología y casi todos los clanes escoceses han contado con más de un tartán relacionado con su apellido. A pesar de que no existe regulación sobre quien puede o no puede usar un tartán específico, y es posible para cualquiera crear un diseño y darle casi cualquier nombre que desee, la única persona con la autoridad para convertir un tartán en el «oficial» del clan es su jefe.  Una vez aprobado por el Lord Lyon y tras la recomendación del Comité Asesor en Tartanes, el tartán queda anotado en los registros del Tribunal del Lyon. Se ha dado al menos una ocasión en la que un tartán de clan aparecía en la heráldica de un jefe y el Lord Lyon lo ha considerado el tartán «correcto» del clan.
Aparentemente no existía en origen asociación entre tartanes y clanes específicos; en su lugar, tejedores locales de las Tierras Altas diseñaban gran variedad de tartanes en la región y cualquier identificación con ellos era por motivos puramente de coincidencia regional. Sin embargo, la idea de tartanes específicos de los clanes fue ganando aceptación a lo largo del siglo XVIII y en 1815 la Highland Society de Londres comenzó a nombrar y designar tartanes particulares para clanes determinados. Muchos de estos tartanes proceden del fraude del siglo XIX conocido como Vestiarium Scoticum. El Vestiarium fue una creación de los «Sobieki Stuarts», quienes lo hicieron pasar como reproducción de un antiguo manuscrito que describía tartanes de clan. Desde entonces se ha demostrado que se trataba de una falsificación, pero a pesar de ello los diseños descritos se tienen en alta estima y siguen sirviendo a su propósito de identificar al clan en cuestión.

### Emblema de cimera

Emblema de cimera relacionado con el Clan Fleming

Una de las formas de demostrar lealtad a un determinado jefe de clan es llevar un emblema de cimera —en inglés crest badge—. Un emblema de cimera adecuado para un miembro de un clan está formado por la cimera heráldica del jefe rodeada por una correa con hebilla que contiene el lema o consigna heráldica del jefe. Aunque es habitual hablar de «cimera del clan» no existe tal cosa; en Escocia, y de hecho en todo el Reino Unido, sólo los individuos, no los clanes, poseen un escudo de armas heráldico. A pesar de que cualquier miembro de un clan puede adquirir un emblema y llevarlo para mostrar su adhesión al clan, la cimera heráldica y el lema siempre pertenecen exclusivamente al jefe. En principio estos emblemas solo pueden usarse con permiso del jefe del clan y la Corte del Lyon ha intervenido en casos en los que el permiso ha sido denegado. Los emblemas de cimera escoceses, igual que en el caso de los tartanes asignados a los clanes, no cuentan con una larga historia, y deben mucho de su existencia y popularidad al romanticismo victoriano, y solo se lucieron en los tocados a partir del siglo XIX. El concepto de un emblema de clan o de una forma de identificación sí tiene cierto grado de validez, y se asume normalmente que los identificadores originales eran simplemente determinadas plantas que se llevaban en sombreros o colgadas de astas o lanzas.

### Distintivo del clan

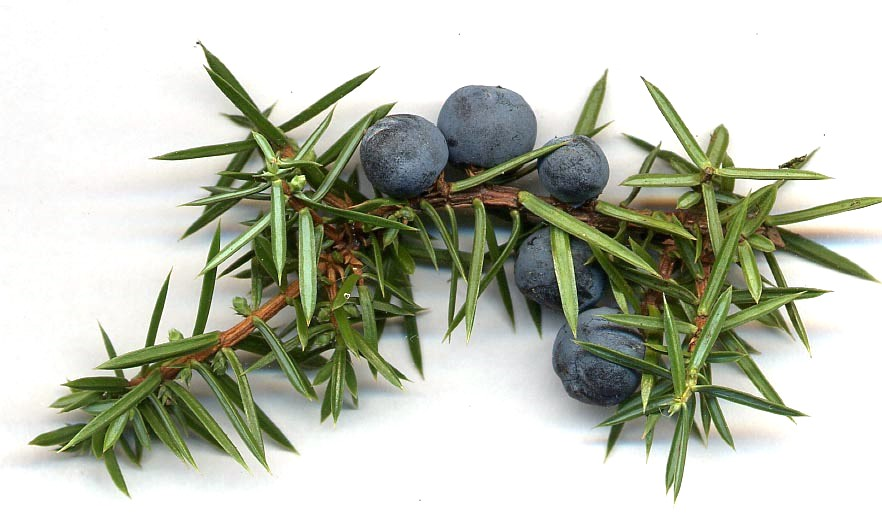
El enebro se considera el distintivo de clan de los Gunn, los Macleod, los Murray, los Nicolson de Skye y los Ross.

El distintivo del clan, en inglés clan badge, es otro modo de demostrar la lealtad personal a un clan escocés. Estos distintivos, a veces llamados distintivos de planta —plant badges en inglés— consisten en una ramita de una planta en particular. Normalmente se llevan en un gorro detrás del emblema de cimera escocés; también se pueden enganchar en el hombro de la banda del tartán de una mujer, o atarse a una vara y usarse así como estandarte. Los clanes con vínculos históricos o que ocupaban tierras en una misma zona general podían compartir el mismo distintivo de clan. Según la tradición popular, los clanes escoceses usaban estos distintivos para identificarse en batalla. Sin embargo los distintivos atribuidos a clanes actuales pueden ser inapropiados incluso para reuniones modernas entre clanes. Los distintivos de clan reciben habitualmente la consideración de símbolo original del clan, pero Thomas Innes de Learney afirmaba que las banderas heráldicas de los jefes de clan podrían haber sido las primeras formas de identificación de los clanes escoceses al combatir o en reuniones de importancia.